# Topla, Caraș-Severin
Topla este un sat în comuna Cornereva din județul Caraș-Severin, Banat, România.